# Exoprosopa brahma
Exoprosopa brahma är en tvåvingeart som beskrevs av Ignaz Rudolph Schiner 1868. Exoprosopa brahma ingår i släktet Exoprosopa och familjen svävflugor.
Artens utbredningsområde är Sri Lanka. Inga underarter finns listade i Catalogue of Life.